# Ronald’s Cottage
Ronald’s Cottage ist ein Cottage auf der schottischen Hebrideninsel South Uist. 2019 wurde das Bauwerk in die schottischen Denkmallisten in der Kategorie B aufgenommen.

## Geschichte
Bis 1838 stand die Insel unter der Herrschaft des Clan Ranald. In diesem Jahr erwarb John Gordon of Cluny South Uist und vererbte die Insel innerhalb der Familie weiter. Zur Gewinnung von Weidefläche ließ dieser in den folgenden Jahrzehnten zahlreiche Inselbewohner vertreiben. Bei Cottages handelt es sich typischerweise um ehemalige Crofter-Behausungen, die auf den Hebriden und in den westlichen Highlands allgegenwärtig waren. Heute sind nur noch rund 200 historische Cottages erhalten, von denen 54 auf den Äußeren Hebriden zu finden sind. Ronald’s Cottage stammt aus dem 19. Jahrhundert. Auf der ersten, 1878 erhobenen Karte der Ordnance Survey ist das Gebäude verzeichnet. Um 2010 wurde das Cottage restauriert und wird als Ferienwohnung vermietet.

## Beschreibung
Ronald’s Cottage steht isoliert in der kleinen Siedlung Rhughasinish an einer Bucht des South Ford an der Nordküste South Uists. Es handelt sich um ein kleines, eingeschossiges Cottage im inseltypischen Baustil. Seine ostexponierte Hauptfassade ist drei Achsen weit. Zwei kleine, vierteilige Sprossenfenster flankieren die zentrale Eingangstüre. In die rückwärtige Fassade ist ein Fenster eingelassen, während in die südexponierte Fassade ein einzelnes Fenster eingelassen ist. Das Mauerwerk von Ronald’s Cottage besteht aus Feldstein. Zum Schutz vor der Witterung sind die Gebäudekanten gerundet ausgeführt. Das abschließende Strohdach ist als gerundetes Walmdach ausgeführt. Ein einzelnes, horizontal gespanntes Seil mit beschwerenden Steinen fixiert die Eindeckung. Wie auf South Uist üblich, liegt der Dachstuhl auf der Außenmauer auf, um durch die überstehende Eindeckung einen besseren Ablauf von Regenwasser zu ermöglichen. Vor beiden Walmen erheben sich traufständige Kamine mit quadratischer Grundfläche.
Üblicherweise war der Innenraum von Cottages auf North und South Uist in drei Räume unterteilt und die Gebäude deshalb kürzer als beispielsweise auf Lewis and Harris, da der Stall in ein Außengebäude ausgelagert war. Obschon der Innenraum von Ronald’s Cottage modernisiert wurde, ist die Aufteilung erhalten geblieben.